# Ludwig Hautzmayer
Ludwig Hautzmayer est un as austro-hongrois de la Première Guerre mondiale né à Fürstenfeld le 25 avril 1893 et mort dans un accident aérien à Croydon, le 9 décembre 1936. Il est crédité de sept victoires aériennes certifiées.
Hautzmayer commence la guerre comme officier de réserve dans l'infanterie sur le front russe mais est rapidement blessé. Après sa convalescence, il demande à être transféré dans l'aviation et passe moins d'un an comme observateur aérien avant de suivre une formation de pilote. Il passe ensuite par plusieurs escadrilles au sein desquelles il se distingue avant de recevoir le commandement d'une unité, chose très rare pour un officier de réserve dans l'armée austro-hongroise. Après la fin de la guerre, il acquiert la nationalité hongroise (bien qu'il soit d'origine autrichienne) et change son nom pour devenir Lajos Tatai. Il fait carrière dans l'aviation civile et se tue (ainsi que 14 passagers) dans le crash de Croydon (en) le 9 décembre 1936.

## Biographie

### Jeunesse et début de la Première Guerre mondiale
Ludwig Hautzmayer naît le 25 avril 1893 à Fürstenfeld, en Styrie. Il étudie au Realgymnasium (de) de Graz avant d'intégrer le Département d'ingénierie mécanique de l'université technique de Graz. Hautzmayer se passionne dans sa jeunesse pour plusieurs activités sportives ou mécaniques : natation, alpinisme ou courses de moto.
Lorsque la Première Guerre mondiale éclate, il est Leutnant in der Reserve, et est affecté au 7e régiment d'infanterie impérial et royal « Graf von Khevenhüller » (en), basé à Graz. Hautzmayer est déployé sur le front de l'Est, face aux Russes, mais est grièvement blessé aux jambes dès le 8 septembre 1914. Après sa convalescence, il demande son transfert dans l'aviation austro-hongroise, qui est rapidement accepté. Ludwig Hautzmayer entame alors une formation d'officier-observateur et d'officier technique sur l'aérodrome d'Aspern, près de Vienne. C'est avec ces deux qualifications qu'il est affecté le 15 mars 1915 à la Fliegerkompanie 15 (it) (abrégé en Flik 15), une escadrille basée à Brzesko sur le front russe, sous les ordres de l'Oberleutnant Ernst August von Mandelsloh (de).

### Observateur

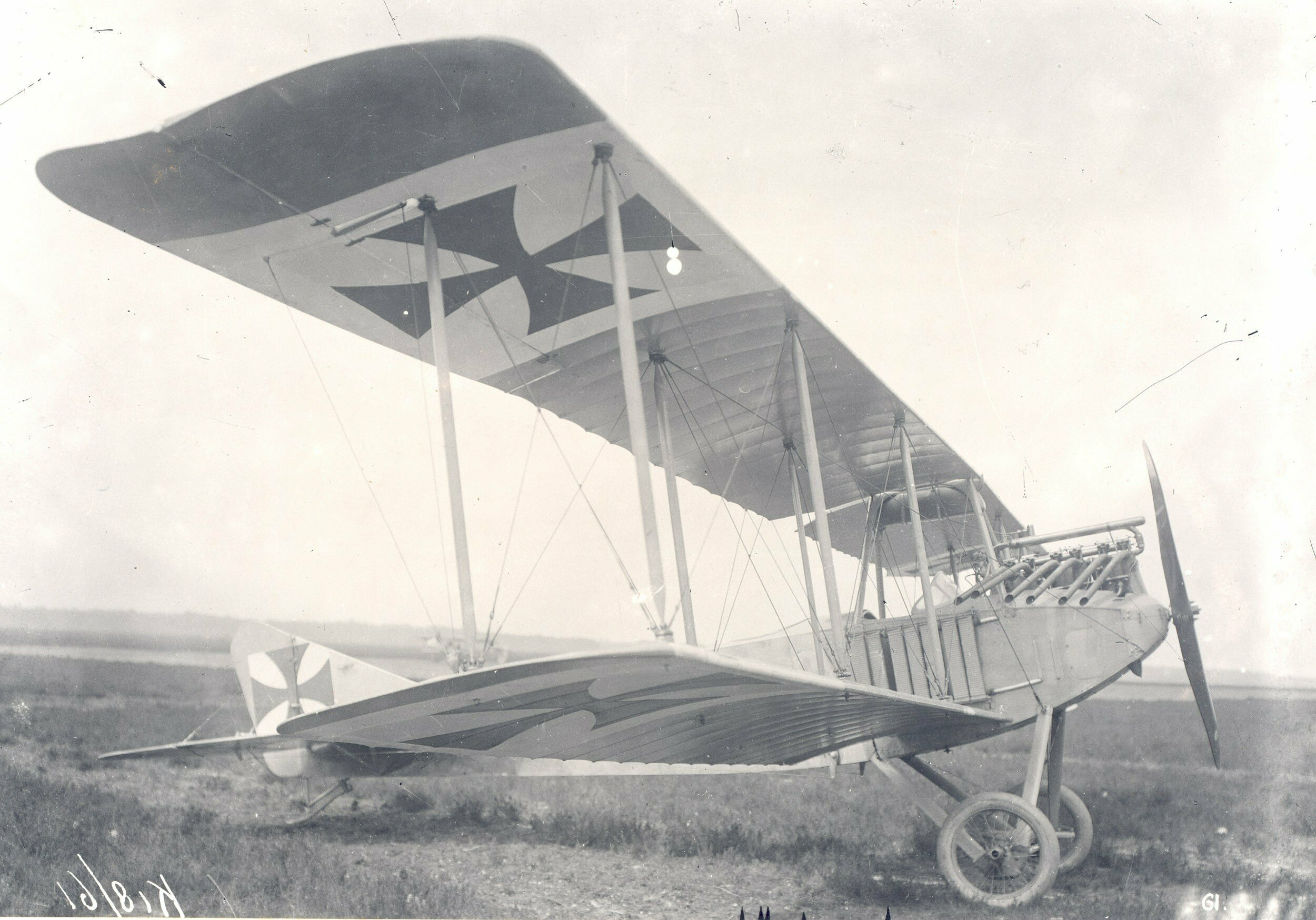
Un Albatros B.I.

L'escadrille de Ludwig Hautzmayer est grandement impliquée dans l'offensive de Gorlice-Tarnów, lancée en mai 1915 et qui permet aux forces allemandes et austro-hongroises d'enfoncer les lignes russes en Galicie et de reconquérir la région. Le succès de l'opération est assuré en partie par les observations aériennes en soutien de la 11e armée allemande : Ludwig Hautzmayer se distingue dans ce rôle (ainsi que dans celui d'opérateur radio) au cours de ces combats. Il remplit le même rôle avec son escadrille lors de la campagne de Serbie à l'automne 1915 (également sous le commandement d'August von Mackensen). En tout, au cours de ces deux campagnes, il effectue 40 missions d'observation, dans divers Albatros B.I et reçoit de très bonnes appréciations lors de son passage dans la Flik 15. Il est en outre décoré de la Signum Laudis en bronze et en argent.
Hautzmayer ne se satisfait cependant pas de son rôle d'observateur et veut devenir pilote : après plusieurs demandes, il intègre finalement une formation au pilotage de trois mois à la mi-novembre 1915. En raison de la livraison par l'Empire allemand de 13 Fokker Eindecker (des modèles E.I et E.III), Hautzmayer peut bénéficier d'une formation de pilote de chasse. Cependant, l'usage de ces avions est limité par l'Allemagne : elle interdit à l'Autriche-Hongrie de les utiliser au-dessus du front, par crainte que les Alliés ne capturent le mécanisme qui synchronise les tirs de la mitrailleuse avec l'hélice, et qui assure ainsi la supériorité technique des Fokker par rapport aux autres avions de l'époque.

### Pilote

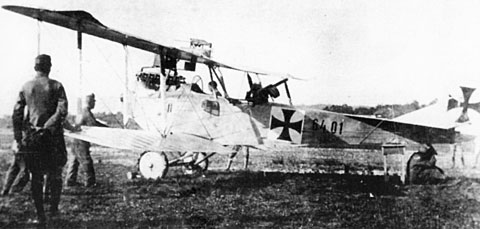
Un Hansa-Brandengurg C.I.

Après son entraînement, Hautzmayer est affecté en février 1916 à la Flik 19 (it), sur le front de l'Isonzo, sous les ordres de l'as Adolf Heyrowsky. Hautzmayer est nommé Chefpilot (commandant en second) de l'escadrille. Cette dernière est principalement équipée de chasseurs biplaces Hansa-Brandengurg C.I mais dispose aussi de quelques Fokker. C'est avec l'un de ces appareils que Ludwig Hautzmayer remporte sa première victoire aérienne le 18 février 1916, pour son premier vol au sein de sa nouvelle unité. Après avoir appris que des bombardiers trimoteurs Caproni Ca.3 attaquaient la ville de Laibach (aujourd'hui Ljubljana), loin derrière les lignes austro-hongroises, Hautzmayer décolle avec le Fokker E.I no 03.52 pour les intercepter sur leur chemin de retour,. Avec l'aide de pilotes d'autres escadrilles, Hautzmayer réussit à contraindre l'un des appareils à atterrir en urgence près de Merna-Castagnevizza. Le copilote du bombardier est capturé, tandis que le pilote est tué dans l'affrontement.

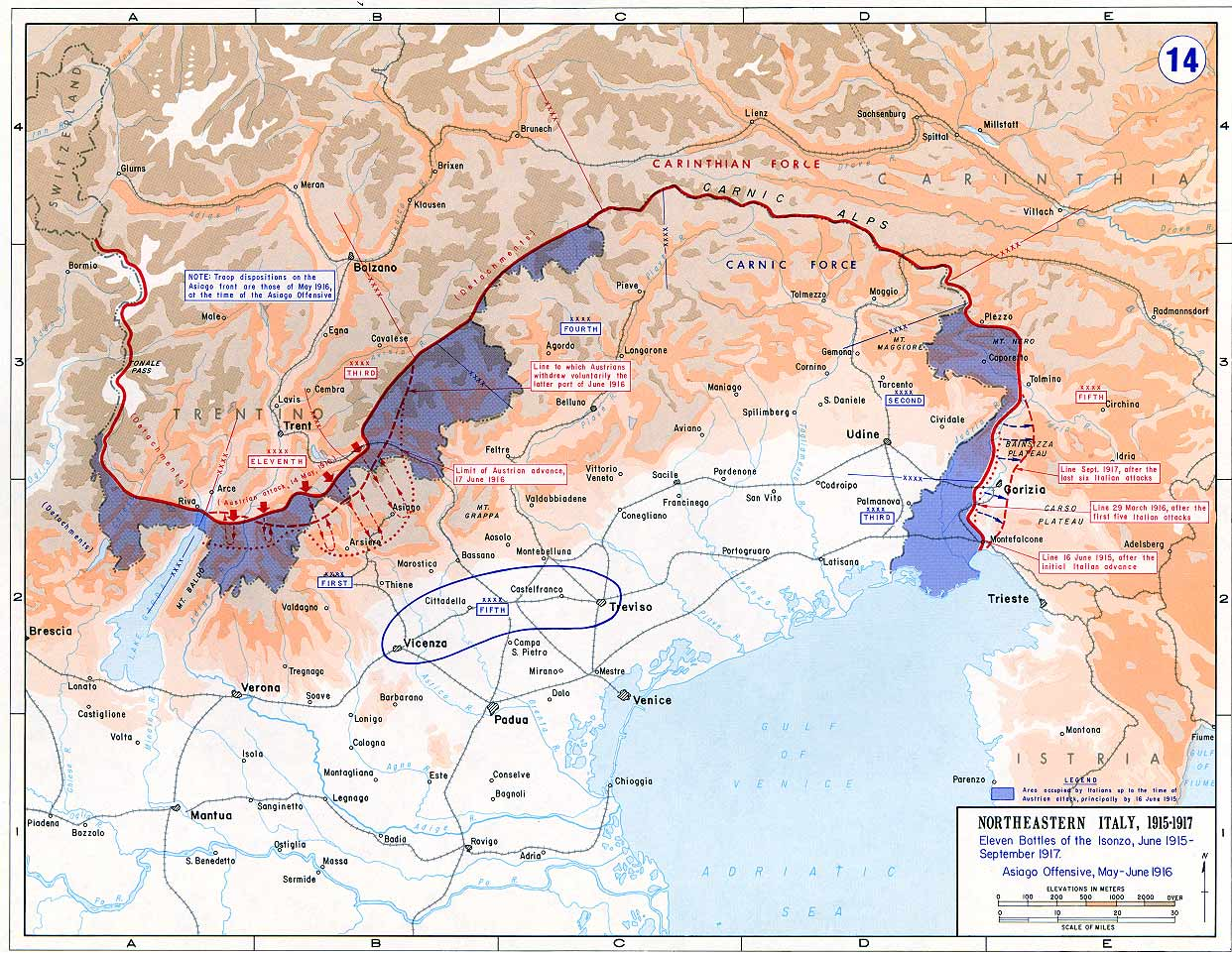
Front des Batailles de l'Isonzo de 1915 à 1917

Par la suite, Hautzmayer et son escadrille restent dans la même zone d'opération jusqu'en octobre 1917. La ligne de front reste proche de l'Isonzo, malgré les nombreuses (et meurtrières) batailles qui s'y déroulent. Hautzmayer et les autres pilotes participent cependant à un grand nombre de tâches, sur divers avions (aussi bien des chasseurs que des appareils de reconnaissance). Le 27 mars 1916, il prend part à une attaque nocturne contre un pont enjambant le Piave. Le 29 avril, il remporte une deuxième victoire aérienne contre un bombardier (avec Benno Fiala von Fernbrugg comme observateur-mitrailleur), dans un Hansa-Brandenburg C.I,. Le 9 août 1916, Hautzmayer remporte sa troisième victoire en abattant un Caudron italien aux commandes du Fokker E.III no 03.42,. Il est alors l'un des rares pilotes austro-hongrois à avoir pu remporter plusieurs victoires sur ce type d'appareil, déjà vieillissant et rare dans l'armée de la double monarchie. Cette troisième victoire sera la dernière avant plus d'un an, malgré une activité soutenue. Dans son évaluation officielle d'Hautzmayer, Adolf Heyrowsky le considère « calme, prudent et fiable ». Le commandant d'Hautzmayer le juge également populaire et capable d'exercer un bon leadership. Hautzmayer reçoit de nombreuses décorations dans cette première phase de sa carrière de pilote : en plus de son insigne de pilote austro-hongrois, il reçoit l'équivalent allemand, est décoré deux fois de la Croix du Mérite militaire (il est l'un des 18 officiers de l'aviation austro-hongroise à la recevoir doublement), ainsi que l'Ordre de la Couronne de fer. Il est également promu Oberleutnant in der Reserve le 1er novembre 1916.
Le 1er février 1918, Hautzmayer est transféré dans la Fliegerkompanie 51J, une escadrille de chasse basée sur le même aérodrome que son ancienne unité, à une trentaine de kilomètres au nord de Venise. Il devient le Chefpilot de l'escadrille commandée par Benno Fiala von Fernbrugg, avec lequel Hautzmayer est ami depuis plusieurs années déjà. À partir de ce moment, il ne pilotera plus que des Albatros D.III produits sous licence par Oesterreichische Flugzeugfabrik AG. Cette variante locale corrige les principaux défauts du chasseur allemand sorti en 1916 et en fait l'un des meilleurs appareils dans les rangs austro-hongrois. Le 13 mars 1918, Ludwig Hautzmayer remporte sa cinquième victoire aérienne (ce qui fait de lui un as) en abattant un SIA 7B près de Spresiano. Il est ensuite décoré de la Médaille pour la Bravoure en argent de 1re classe. Le passage de Ludwig Hautzmayer dans la Flik 51J est bref : dès le 21 mars 1918, il est transféré à la tête de la Flik 61J (it) après la mort dans un accident de son commandant précédent, Ernst Strohschneider (en).

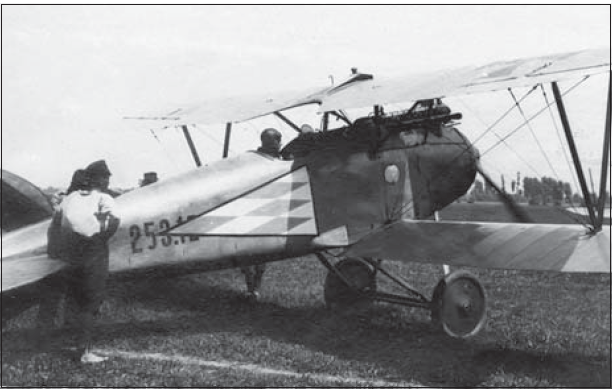
Ludwig Hautzmayer fait chauffer le moteur de l'Albatros D.III 253.12. L'appareil porte les marques d'identification de Flik 61/J : une bande rouge oblique sur la queue et des disques de roues rouges. Une partie du nez est peinte de la même couleur, tandis que le fanion du fuselage est bleu et blanc.

La nomination d'Hautzmayer à la tête d'une unité est un fait notable : dans la hiérarchie extrêmement rigide et compartimentée de l'armée austro-hongroise, il est exceptionnel qu'un officier de réserve prenne le commandement d'une escadrille, d'autant plus une unité de chasse prestigieuse. Seuls deux autres cas similaires ont eu lieu pendant la guerre : Strohschneider lui-même et Benno Fiala von Fernbrugg. La nouvelle escadrille de Ludwig Hautzmayer est stationnée à Motta di Livenza, non loin de son précédent aérodrome. La Flik 61J va rester là jusqu'à la fin de la guerre, et sera opposée à des pilotes italiens et britanniques. Malgré une intense activité, l'escadrille subira des pertes relativement minimes : quatre pilotes tués au combat pendant les 7 mois que dure le commandement de Ludwig Hautzmayer.
Hautzmayer remporte ses deux dernières victoires de la guerre en octobre 1918. Le 7, il engage un chasseur britannique et l'abat derrière les lignes alliées à l'ouest de San Donà di Piave. Enfin, le 27, il abat un Ansaldo SVA.5 au-dessus de l'aérodrome de Portobuffolé. Après cette dernière victoire, Ludwig Hautzmayer est décoré de la croix de chevalier de l'Ordre impérial de Léopold, l'une des plus hautes distinctions accessibles aux officiers austro-hongrois. Il est l'un des 25 officiers de l'armée de l'air austro-hongroise à l'avoir reçue.

### Carrière de pilote civil et mort

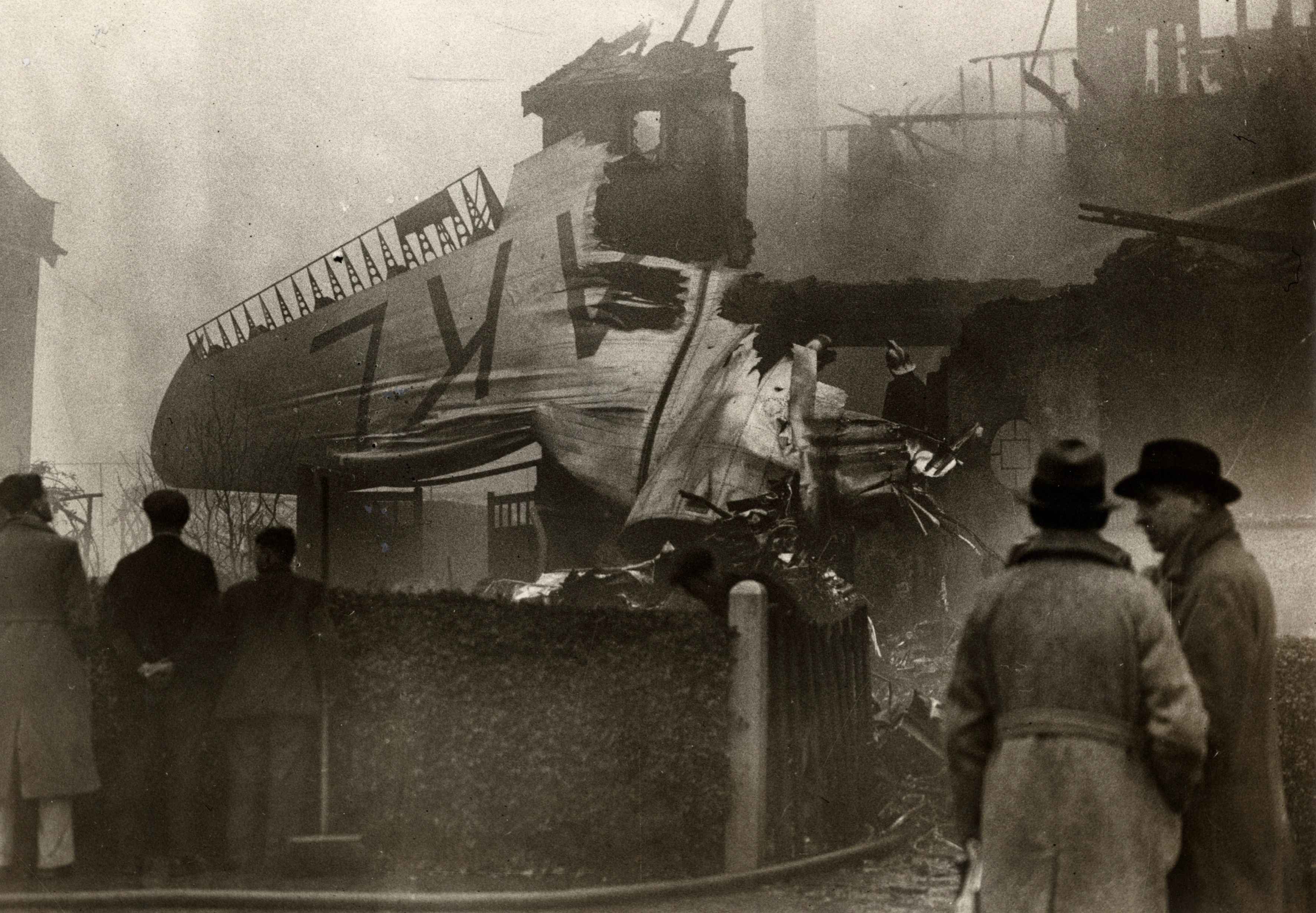
La carcasse du vol KLM PH-AKL après son crash le.

Après la fin de la Première Guerre mondiale et l'éclatement de l'Autriche-Hongrie (en), Ludwig Hautzmayer épouse une femme hongroise. Autrichien d'origine, il devient pour cela citoyen hongrois et abandonne son nom germanique pour devenir officiellement Lajos Tatai,. Il devient ensuite pilote pour la compagnie aérienne hongroise Malert (en), fondée en 1922, avant de passer chez KLM. C'est aux commandes d'un avion de la compagnie néerlandaises que Ludwig Hautzmayer trouve la mort le 9 décembre 1936 à 43 ans. Au décollage de l'aéroport de Croydon à Londres, dans un épais brouillard, le Douglas DC-2 qu'il pilote dévie de sa trajectoire peu avant le décollage, percute la cheminée d'une maison et s'écrase sur une autre habitation vide, tuant sur le coup 15 des 17 occupants de l'appareil, parmi lesquels figurait Juan de la Cierva y Codorníu (l'inventeur de l'autogire) et Arvid Lindman, ancien premier ministre suédois. A ce moment, le crash de Croydon (en) est l'accident aérien le plus meurtrier de l'histoire du Royaume-Uni. L'Air Accidents Investigation Branch impute le crash à un manque de maîtrise de l'appareil et à une erreur de jugement de la part d'Hautzmayer, qui aurait dû abandonner le décollage.
Malgré sa nationalité hongroise, Ludwig Hautzmayer est enterré dans le cimetière de Hietzing, à Vienne.

## Liste des victoires aériennes
| N° | Date            | Appareil                       | Ennemi        | Localisation               | Notes                                            |
| -- | --------------- | ------------------------------ | ------------- | -------------------------- | ------------------------------------------------ |
| 1  | 18 février 1916 | Fokker E.III no 03.52          | Caproni Ca.32 | Merna-Castagnevizza        |                                                  |
| 2  | 29 avril 1916   | Hansa-Brandenburg C.I no 26.08 | Bombardier    | San Daniele del Friuli     | Victoire partagée avec Benno Fiala von Fernbrugg |
| 3  | 9 août 1916     | Fokker E.III no 03.42          | Caudron       |                            |                                                  |
| 4  | 28 août 1917    | Albatros D.III no 53.62        | Caproni       | Monfalcone                 | Victoire partagée avec un autre pilote.          |
| 5  | 13 mars 1918    | Albatros D.III no 153.142      | SIA 7B        | Nord de Spresiano          | Victoire partagée avec Benno Fiala von Fernbrugg |
| 6  | 7 octobre 1918  | Albatros D.III no 253.26       |               | Ouest de San Donà di Piave |                                                  |
| 7  | 27 octobre 1918 | Albatros D.III no 253.?        | Ansaldo SVA   | Aérodrome de Portobuffolé  |                                                  |